# Phalaenopsis thailandica
Phalaenopsis thailandica är en orkidéart som beskrevs av Olaf Gruss och Jürgen Roeth. Phalaenopsis thailandica ingår i släktet Phalaenopsis och familjen orkidéer. Inga underarter finns listade i Catalogue of Life.